# Маркиз (фильм, 1989)
Маркиз – французско-бельгийский фильм режиссёра Анри Ксоннё, снятый в 1989 году. Фильм основан на биографии маркиза де Сада периода его пребывания в Бастилии накануне Великой французской революции. В фильме биография маркиза гротескно переплетена с сюжетами его произведений.

## Сюжет
Маркиз сидит в Бастилии, помещённый туда за своё вольнодумие и осквернение религиозных святынь. Он продолжает писать свои произведения, а в свободное время ведёт разговоры со своим членом, который представлен отдельным персонажем по имени Колен. Колен капризен, он требует рассказывать ему сказки и критикует работу Маркиза, на которого тем временем сыплются новые напасти. Надзиратель-бисексуал добивается интимной близости Маркиза, начальник тюрьмы, мазохист и сластолюбец, пытается выпытать у Маркиза признания в несовершённых преступлениях. Помимо этого в Бастилию помещают Жюстину, беременную от короля, и также пытаются приписать её беременность Маркизу. А тем временем за окнами Бастилии назревает революция.

## Особенности
Все актёры в фильме носят маски животных, которые управляются дистанционно. А голоса впоследствии дублированы. Также в фильме присутствует несколько сцен пластилиновой анимации. Фильм создан в тесном сотрудничестве с французским мультипликатором Роланом Топором, известным по работе над полнометражным мультфильмом Дикая планета.